# Danilo Napolitano
Danilo Napolitano (* 31. ledna 1981, Vittoria, Itálie) je italský cyklista.
Jeden z nejlepších spurtérů současnosti začal profesionální kariéru roku 2004. Dvě sezóny jezdil za tým Team L.P.R. a v roce 2006 přešel do formace Lampre-Fondital ve které setrval až do sezóny 2008. Poté neodolal vábení nově se tvořící ruské stáje Katusha. V roce 2007 reprezentoval Itálii na mistrovství světa v dráhové cyklistice.

## Nejlepší výsledky

### 2003
- 1. místo - 1. etapa Vuelta a Guatemala

### 2004
- 1. místo - 9. etapa Vuelta Ciclista Lider al Sur

### 2005
- 1. místo - Giro di Romagna
- 1. místo - 2. etapa Tour du Poitou Charentes
- 1. místo - 5. etapa Tour du Poitou Charentes
- 1. místo - Coppa Bernocchi
- 1. místo - 4. etapa Brixia Tour
- 1. místo - Stausee - Rundfahrt
- 1. místo - 3. etapa Settimana "Coppi e Bartali"

### 2006
- 1. místo - 1. etapa Tour Méditerranéen
- 1. místo - 1a. etapa Settimana "Coppi e Bartali"
- 1. místo - 4. etapa Settimana "Coppi e Bartali"
- 1. místo - 1. etapa Internationale Österreich-Rundfahrt
- 1. místo - 5. etapa Internationale Österreich-Rundfahrt
- 1. místo - 3. etapa Brixia Tour
- 1. místo - Coppa Bernocchi
- 3. místo - 15. etapa Vuelta a Espana

### 2007
- 1. místo - 9. etapa Giro d'Italia
- 1. místo - Coppa Bernocchi
- 1. místo - 1. etapa Kolem Polska
- 1. místo - 4. etapa Kolem Polska
- 1. místo - GP Citta' di Misano Adriatico
- 1. místo - 5. etapa Vuelta Ciclista a Murcia - Costa Calida
- 1. místo - 1. etapa Tour of Slovenia,
- 3. místo - 3. etapa Tour de France

### 2008
- 1. místo - 5. etapa Tour of Katar
- 1. místo - 5. etapa Volta a la Comunitat Valenciana
- 1. místo - 1a. etapa Brixia Tour
- 1. místo - 1. etapa Volta a Portugal em Bicicleta
- 1. místo - 2. etapa Volta a Portugal em Bicicleta
- 2. místo - 7. etapa Tirreno - Adriatico

### 2009
- 1. místo - 1. etapa Vuelta a Andalucia "Ruta del Sol"
- 1. místo - 2. etapa Driedaagse van West-Vlaanderen
- 1. místo - 1a. etapa Settimana Coppi e Bartali
- 1. místo - 1. etapa Tour de Luxemburg